# Kaskiensaari
Kaskiensaari är en ö i Finland. Den ligger i sjön Rautjärvi och i kommunen Jockas i den ekonomiska regionen  Pieksämäki ekonomiska region  och landskapet Södra Savolax, i den södra delen av landet, 230 km nordost om huvudstaden Helsingfors. Öns area är 23,4 hektar och dess största längd är 0,8 kilometer i öst-västlig riktning.